# Ван дер Хувен, Като
Като ван дер Хувен (нидерл. Kato van der Hoeven; 20 сентября 1877, Амстердам — 7 декабря 1959, Гаага) — нидерландская виолончелистка.
Училась в Амстердамской оркестровой школе у Виллема Кеса, затем у Исаака Моссела, завершила образование в Берлине под руководством Антона Эккинга. Дебютировала как солистка 12 декабря 1895 г. с Оркестром Консертгебау, в 1897—1917 гг. играла в составе оркестра, став второй женщиной в нём и одной из первых женщин-виолончелисток в профессиональных оркестрах Европы. В 1906—1913 гг. выступала в составе первого в Нидерландах женского фортепианного трио (в некоторых случаях используя название Амстердамское трио, нидерл. Amsterdamsch Trio) вместе со скрипачкой Неллой Гуннинг и пианистками Норой Боас, а затем Фанни Гельбарт, исполняя классический и романтический репертуар от Йозефа Гайдна до Антонина Дворжака.
После Первой мировой войны отошла от непосредственного участия в музыкальной жизни. Жила в Амстердаме, с 1946 г. в Гааге.
Сестра — Дина ван дер Хувен (1871—1940), пианистка.